# ダルース・ミセーベ・アンド・アイアン・レンジ鉄道

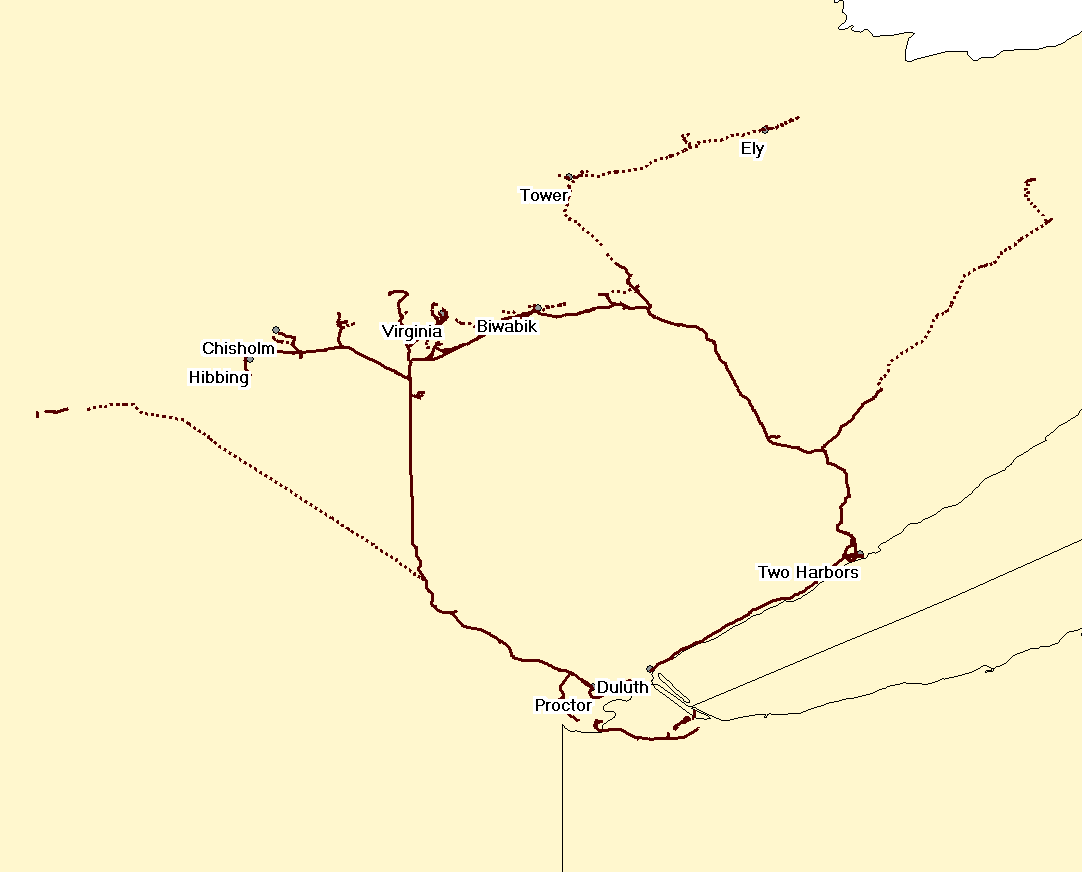
DM&IR路線図

ダルース・ミセーベ・アンド・アイアン・レンジ鉄道（Duluth, Missabe and Iron Range Railway、略称DM&IR）は、かつてアメリカ合衆国に存在した鉄道運営組織である。アメリカ鉄道協会の報告記号はDMIR。略してミセーベ鉄道（Missabe Road）とも呼ばれる。「ミセーベ」とはメサビ鉄山の「メサビ」と同義である。

## 概要
DM&IRは1937年にダルース・ミセーベ・アンド・ノーザン鉄道（DM&N）とスピリット・レイク・トランスファー鉄道の合併により設立された。翌年、ダルース・アンド・アイアン・レンジ鉄道（Duluth and Iron Range Rail Road、D&IR）とインターステート・トランスファー鉄道が加わった。これらの鉄道は、1930年からDM&Nがリースしていたものであった。
主としてメサビ鉄山から産出された鉄鉱石を、五大湖の港であるミネソタ州ダルースとウィスコンシン州トゥーハーバーズに輸送していた鉄道である。のちに輸送物資はタコナイトに切り替わった。
2004年5月10日、DMIRなどで組織していたグレート・レイクス・トランスポーテーション（Great Lakes Transportation）ごとカナディアン・ナショナル鉄道に買収された。

## 歴史

### ダルース・アンド・アイアン・レンジ鉄道
ダルース・アンド・アイアン・レンジ鉄道（D&IR）は1874年にシャルルマーニュ・タワー（Charlemagne Tower）によって設立された。その目的は、ミネソタ州タワーにあるミネソタ鉄鉱石会社からスペリオル湖の港、トゥーハーバーズに鉄鉱石を運ぶためのものであった。D&IRが初めて鉱石を輸送したのは1884年7月31日で、ソウダン鉱山（Soudan Underground Mine State Park）からであった。D&IRは1887年にイリノイ・スチールに買収された。1901年、イリノイ・スチールはUSスチールとなり、鉄道部門はそのグループの一企業となった。

### ダルース・ミセーベ・アンド・ノーザン鉄道

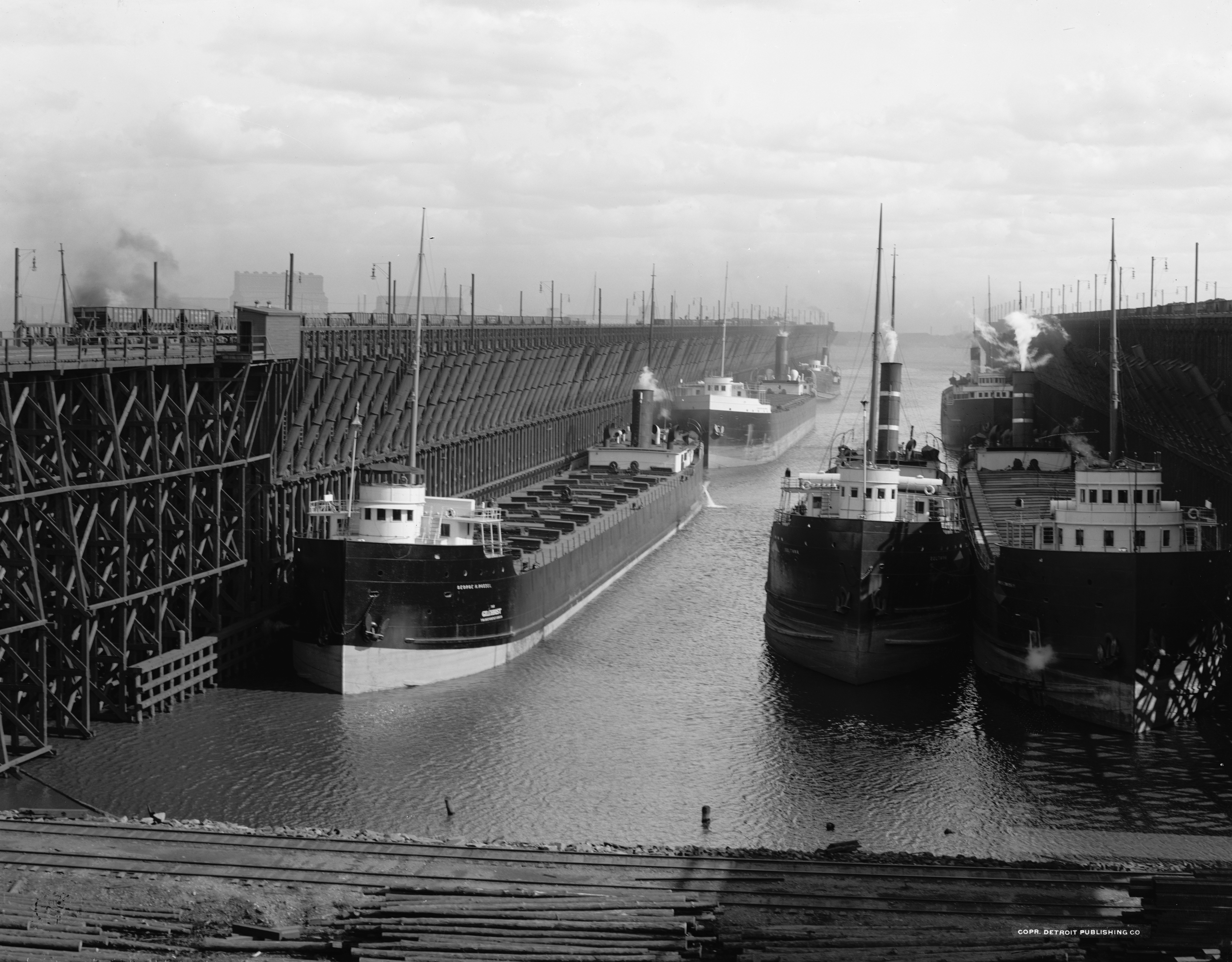
DM&IRの鉱石積み出し桟橋および貨物船。 1900〜1915年頃撮影

ダルース・ミセーベ・アンド・ノーザン鉄道（DM&N）は1891年に設立され、初めて鉱石を運んだのは翌1892年10月、ウィスコンシン州スペリオルに向けてのものであった。こうした鉄道網は、メリット兄弟（Merritt brothers）によってメサビ鉄山の良質な鉄鉱石が発見されてから必要となったものである。D&IRは新たに支線の建設しようとしたが、それは実現しなかった。メリット兄弟は1893年にDM&Nをダルースへと延伸し、そこに積み出し用の桟橋を設けた。ダルース延伸においてメリットの財政基盤は弱くなり、1894年にはジョン・ロックフェラーが支配権を得た。1901年、ロックフェラーはDM&NをUSスチールに売却した。

### D&IRとDM&Nの合併

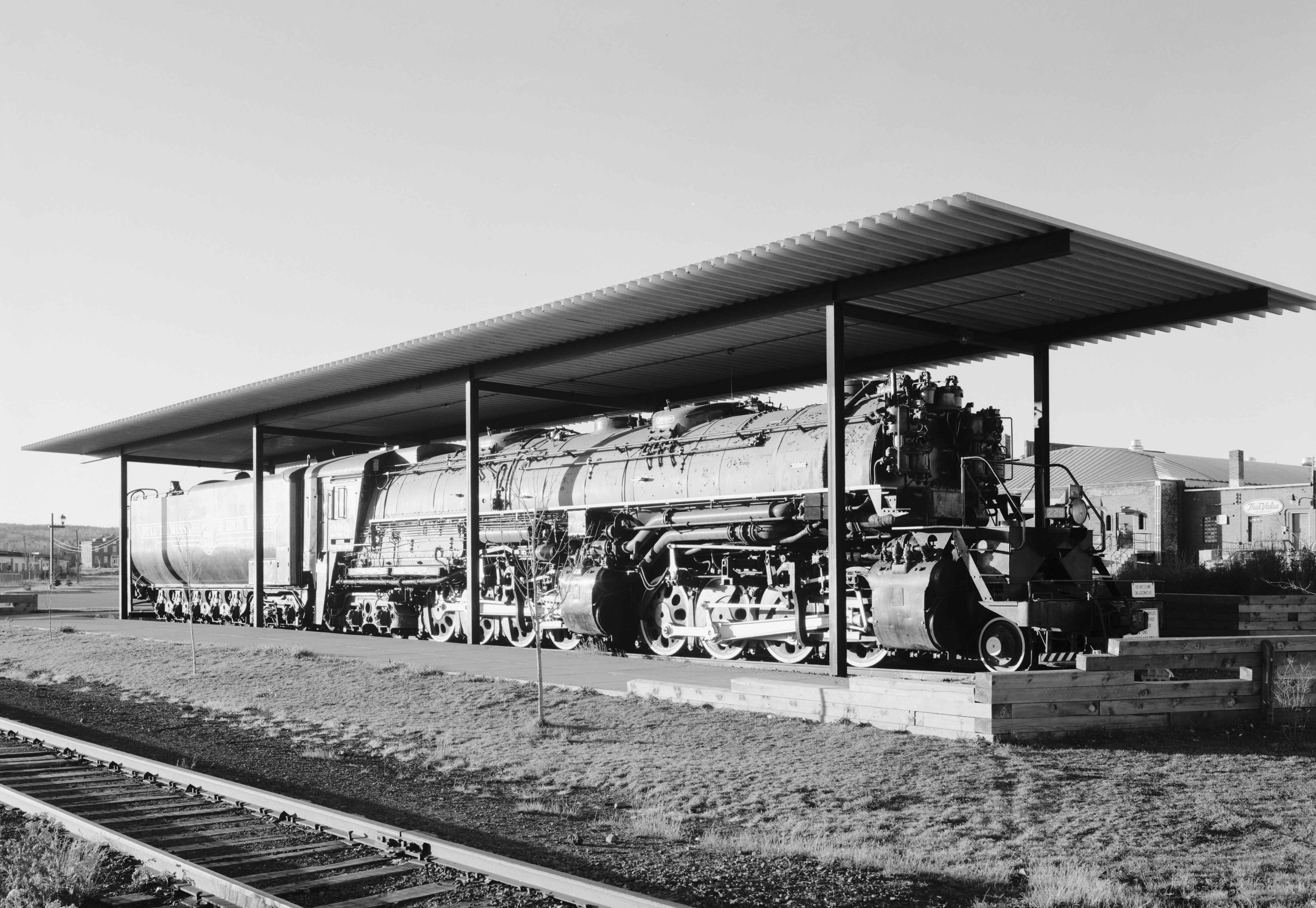
トゥーハーバーズで保存されている2-8-8-4形

1901年から1938年まで、D&IRとDM&NはUSスチールが所有し、それぞれ独立して運営されていた。1938年6月、両者が合併してダルース・ミセーベ・アンド・アイアン・レンジ鉄道（DM&IR）となった。二つの鉄道を承継した形で、ミセーベとアイアン・レンジの二つの営業区域があった。折しも第二次世界大戦の直前であり、鉄鉱石の運搬は増大。輸送トン数は前年800万トンから、倍以上の1,800万トンとなった。そして1940年には2,800万トン、1941年には3,700万トン、1942年には4,500万トンを輸送した。
輸送トン数の増大につれて、DM&IRはより強力な機関車が必要となった。まず、1941年春にボールドウィン・ロコモティブ・ワークス製の車軸配置2-8-8-4の「イエローストーン型」蒸気機関車が8両導入された。1942年になるとそれでも輸送力が足りず、戦時生産本部（War Production Board、略称WPB）はさらに10両の製造を認可し、翌1943年に納入された。

### ディーゼル化と貨物専業化
第二次世界大戦後も、DM&IRの鉄鉱石輸送量は増大を続け、1953年には4,900万トンに達し、これがピークとなった。同年、EMD製のSW9形ディーゼル機関車を導入。1956年にはSD9形を導入した。蒸気機関車が営業列車に最後に使用されたのは1960年であり、ミセーベ・ディビジョンでの旅客サービスは1957年で廃止しており、1961年には全線で廃止した。

### 輸送物資の転換とグループ再編
ディーゼル化と旅客営業廃止に加え、良質の鉄鉱石輸送も限界が見えてきた。アイアン・レンジの鉱山は次々に閉山した。トゥーハーバーズにあるDM&IRの鉱石桟橋は1963年に閉鎖された（その後1966年に再び使用開始された）。こうして衰退するかに見えたDM&IRだが、1963年11月3日にミネソタ州憲法にタコナイト修正が施されたことで救われた。この修正は、タコナイト産業への課税を25年間制限するというものであり、ミネソタ州北部でのタコナイト産業の発達を促した。1964年にはエベレス・タコナイト社が設立され、1966年4月8日にはエドモンド・フィッツジェラルド（SS Edmund Fitzgerald）によりエベレス（Eveleth）タコナイトのペレット2万3,000トンの輸送を開始した。タコナイトが、メサビ鉄山を復活させた。
1988年、USスチール（1991年にUSXと改称、さらに2001年にUSスチールに戻す）は、傘下の鉄道や輸送会社を一つの子会社トランスター（Transtar, Inc.）に集約。過半の株式をブラックストーン・グループとUSXに売却し、DM&IRなどはグレート・レイクス・トランスポーテーション（GLT）に譲渡された。GLTはブラックストーン・グループ傘下である。2003年後半、ブラックストーン・グループはGLTをカナディアン・ナショナル鉄道（CN）に売却することに合意。2004年5月10日、正式に譲渡された。